# Zygmunt Pawłowicz
Zygmunt Józef Pawłowicz (ur. 18 listopada 1927 w Gdańsku, zm. 18 marca 2010 tamże) – polski duchowny rzymskokatolicki, doktor habilitowany nauk teologicznych, biskup pomocniczy gdański w latach 1985–2005, od 2005 biskup pomocniczy senior archidiecezji gdańskiej.

## Życiorys
Urodził się 18 listopada 1927 w Gdańsku, w rodzinie Józefa, urzędnika Dyrekcji Kolei Państwowych w Gdańsku, i Leokadii z domu Jadzińskiej. Przed wybuchem II wojny światowej uczęszczał do Gimnazjum Polskiego w Gdańsku. W sierpniu 1939 wraz z rodziną przeniósł się do Chełmży, gdzie po przerwaniu nauki podejmował się różnych prac. Po zakończeniu wojny kształcił się tamże w Gimnazjum Państwowym i w Państwowym Liceum Ogólnokształcącym. Egzamin dojrzałości złożył w 1947, po czym jako kleryk diecezji gdańskiej podjął studia filozoficzno-teologiczne w Wyższym Seminarium Duchownym w Pelplinie. Święceń prezbiteratu udzielił mu 20 września 1952 w katedrze Wniebowzięcia Najświętszej Maryi Panny w Pelplinie biskup diecezjalny chełmiński Kazimierz Kowalski. W latach 1959–1961 studiował na Katolickim Uniwersytecie Lubelskim, gdzie w 1962 uzyskał licencjat z teologii fundamentalnej. Doktorat z nauk teologicznych otrzymał w 1976 na Wydziale Teologicznym Akademii Teologii Katolickiej w Warszawie na podstawie dysertacji Religijno-historyczna antropologia według ks. Franciszka Sawickiego. Tamże w 1985 po przedłożeniu rozprawy Nauka posoborowych synodów europejskich o człowieku uzyskał habilitację w zakresie teologii dogmatycznej.
Pracował jako wikariusz w parafiach: Świętej Rodziny w Gdańsku (1952–1953), Podwyższenia Krzyża Świętego w Gdańsku (1953), św. Mikołaja w Wielu (1953), Przemienienia Pańskiego w Nowym Dworze Gdańskim (1953), Najświętszej Maryi Panny Gwiazdy Morza w Sopocie (1953–1957 i 1960–1961), katedralnej Trójcy Świętej w Gdańsku (1957–1958). W międzyczasie w 1953 za odmowę współpracy w ruchu księży patriotów władze administracyjne nałożyły na niego nakaz opuszczenia Gdańska i strefy nadgranicznej. W latach 1964–1966 pełnił funkcję administratora parafii Najświętszego Serca Pana Jezusa w Stegnie. Przeniesiony do parafii św. Antoniego w Gdańsku zajmował stanowiska: wikariusza adiutora (1966–1968), administratora (1968–1969) i proboszcza (1969–1985).
W kurii biskupiej w Gdańsku pełnił funkcje: notariusza (1958–1964), cenzora kościelnego (1975–1984), sędziego sądu duchownego (1976–1985), wizytatora nauki religii (1976–1980), wizytatora księży dziekanów (1978–1985). Wszedł w skład rady kapłańskiej i rady duszpasterskiej. W latach 1969–1974 był spowiednikiem kleryków w Biskupim Seminarium Duchownym w Gdańsku, a w latach 1974–2006 wykładał tam teologię fundamentalną, religiologię i teologię dogmatyczną. W 1973 otrzymał godność kapelana honorowego Jego Świątobliwości.
10 sierpnia 1985 papież Jan Paweł II mianował go biskupem pomocniczym diecezji gdańskiej ze stolicą tytularną Tamallula. Święcenia biskupie otrzymał 7 września 1985 w bazylice Wniebowzięcia Najświętszej Maryi Panny w Gdańsku. Konsekrował go kardynał Józef Glemp, prymas Polski, w asyście Tadeusza Gocłowskiego, biskupa diecezjalnego gdańskiego, i Mariana Przykuckiego, biskupa diecezjalnego chełmińskiego. Jako dewizę biskupią przyjął słowa „In Christo Jesu” (W Chrystusie Jezusie). W latach 1985–2005 sprawował urząd wikariusza generalnego diecezji. W kurii biskupiej piastował stanowiska przewodniczącego Komisji ds. Katechizacji i przewodniczącego Komisji ds. Sztuki i Budownictwa Sakralnego, przewodniczył ponadto diecezjalnej radzie duszpasterskiej i należał do rady kapłańskiej i kolegium konsultorów. W 2001 podczas III synodu Kościoła gdańskiego przewodniczył komisji głównej. W latach 1987–2005 piastował stanowisko prepozyta gdańskiej kapituły katedralnej. 24 stycznia 2005 papież Jan Paweł II przyjął jego rezygnację z obowiązków biskupa pomocniczego gdańskiego.
W Konferencji Episkopatu Polski zajmował się tematyką sekt w Polsce, był przewodniczącym Komisji ds. Dialogu z Religiami Niechrześcijańskimi.
Zmarł 18 marca 2010 w Gdańsku. 23 marca 2010 został pochowany w krypcie biskupów gdańskich w archikatedrze oliwskiej.

## Wyróżnienia
W 2007 otrzymał Nagrodę Prezydenta Miasta Gdańska w Dziedzinie Kultury.